# فهرست شناگران رکورددار المپیک
| ماده              | رکورد     | ورزشکار                                                                               | کشور                      | مسابقات    | تاریخ         | منبع   |
| ----------------- | --------- | ------------------------------------------------------------------------------------- | ------------------------- | ---------- | ------------- | ------ |
| ۵۰ متر آزاد       | 21.07     | کائلب درسل                                                                            | ایالات متحده آمریکا (USA) | توکیو ۲۰۲۰ | ۱ اوت ۲۰۲۱    | [ ۱ ]  |
| ۱۰۰ متر آزاد      | 47.02     | کائلب درسل                                                                            | ایالات متحده آمریکا (USA) | توکیو ۲۰۲۰ | ۲۹ ژوئیه ۲۰۲۱ | [A]    |
| ۲۰۰ متر آزاد      | 1:42.96   | مایکل فلپس                                                                            | ایالات متحده آمریکا (USA) | پکن ۲۰۰۸   | ۱۲ اوت ۲۰۰۸   | [ ۲ ]  |
| ۴۰۰ متر آزاد      | 3:40.14   | سون یانگ                                                                              | چین (CHN)                 | لندن ۲۰۱۲  | ۲۸ ژوئیه ۲۰۱۲ |        |
| ۱۵۰۰ متر آزاد     | ♦14:31.02 | سون یانگ                                                                              | چین (CHN)                 | لندن ۲۰۱۲  | ۴ اوت ۲۰۱۲    |        |
| ۱۰۰ متر کرال‌پشت   | 51.85     | رایان مورفی                                                                           | ایالات متحده آمریکا (USA) | ریو ۲۰۱۶   | ۱۳ اوت ۲۰۱۶   | [ ۳ ]  |
| ۲۰۰ متر کرال‌پشت   | 1:53.41   | تایلر کلاری                                                                           | ایالات متحده آمریکا (USA) | لندن ۲۰۱۲  | ۲ اوت ۲۰۱۲    | [ ۴ ]  |
| ۱۰۰ متر قورباغه   | 57.13     | آدام پیتی                                                                             | بریتانیای کبیر (GBR)      | ریو ۲۰۱۶   | ۷ اوت ۲۰۱۶    | [ ۵ ]  |
| ۲۰۰ متر قورباغه   | 2:06.38   | دنیل یورتا                                                                            | مجارستان (HUN)            | لندن ۲۰۱۲  | ۱ اوت ۲۰۱۲    | [ ۶ ]  |
| ۱۰۰ متر پروانه    | 49.45     | کائلب درسل                                                                            | ایالات متحده آمریکا (USA) | توکیو ۲۰۲۰ | ۳۱ ژوئیه ۲۰۲۱ | [ ۷ ]  |
| ۲۰۰ متر پروانه    | 1:51.25   | کریستوف میلاک                                                                         | مجارستان (HUN)            | توکیو ۲۰۲۰ | ۲۸ ژوئیه ۲۰۲۱ | [ ۸ ]  |
| ۲۰۰ مختلط انفرادی | 1:54.23   | مایکل فلپس                                                                            | ایالات متحده آمریکا (USA) | پکن ۲۰۰۸   | ۱۵ اوت ۲۰۰۸   | [ ۹ ]  |
| ۴۰۰ مختلط انفرادی | ♦4:03.84  | مایکل فلپس                                                                            | ایالات متحده آمریکا (USA) | پکن ۲۰۰۸   | ۱۰ اوت ۲۰۰۸   | [ ۱۰ ] |
| ۱۰۰*۴ آزاد تیمی   | ♦3:08.24  | مایکل فلپس (47.51) گرت وبر-گیل (47.02) کالن جونز (47.65) جیسون لازاک (46.06)          | ایالات متحده آمریکا (USA) | پکن ۲۰۰۸   | ۱۱ اوت ۲۰۰۸   | [ ۱۱ ] |
| ۲۰۰*۴ آزاد تیمی   | 6:58.56   | مایکل فلپس (1:43.31) رایان لوچت (1:44.28) ریکی برنز (1:46.29) پیتر واندرکای (1:44.68) | ایالات متحده آمریکا (USA) | پکن ۲۰۰۸   | ۱۳ اوت ۲۰۰۸   | [ ۱۲ ] |
| ۱۰۰*۴ مختلط تیمی  | 3:26.78   | رایان مورفی (51.31) مایکل اندرو (58.49) کائلب درسل (49.03) زاک اپل (46.95)            | ایالات متحده آمریکا (USA) | توکیو ۲۰۲۰ | ۱ اوت ۲۰۲۰    | [ ۱۳ ] |

## رکوردهای زنان

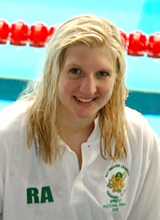
ربکا آدلینگتون

| ماده                  | رکورد    | ورزشکار                                                                                    | کشور                      | مسابقات   | تاریخ         | منبع   |
| --------------------- | -------- | ------------------------------------------------------------------------------------------ | ------------------------- | --------- | ------------- | ------ |
| ۵۰ متر آزاد           | 24.05    | رانومی کروموویدیویو                                                                        | هلند (NED)                | لندن ۲۰۱۲ | ۴ اوت ۲۰۱۲    | [ ۱۴ ] |
| ۱۰۰ متر آزاد          | 53.00    | رانومی کروموویدیویو                                                                        | هلند (NED)                | لندن ۲۰۱۲ | ۲ اوت ۲۰۱۲    | [ ۱۵ ] |
| ۲۰۰ متر آزاد          | 1:53.61  | آلیسون اشمیت                                                                               | ایالات متحده آمریکا (USA) | لندن ۲۰۱۲ | ۳۱ ژوئیه ۲۰۱۲ | [ ۱۶ ] |
| ۴۰۰ متر آزاد          | 4:01.45  | کامی موفا                                                                                  | فرانسه (FRA)              | لندن ۲۰۱۲ | ۲۹ ژوئیه ۲۰۱۲ | [ ۱۷ ] |
| ۸۰۰ متر آزاد          | 8:14.10  | ربکا آدلینگتون                                                                             | بریتانیای کبیر (GBR)      | پکن ۲۰۰۸  | ۱۶ اوت ۲۰۰۸   | [ ۱۸ ] |
| ۱۰۰ متر کرال‌پشت       | 58.23    | امیلی سیبوهم                                                                               | استرالیا (AUS)            | لندن ۲۰۱۲ | ۲۹ ژوئیه ۲۰۱۲ | [B]    |
| ۲۰۰ متر کرال‌پشت       | ♦2:04.06 | میسی فرانکلین                                                                              | ایالات متحده آمریکا (USA) | لندن ۲۰۱۲ | ۳ اوت ۲۰۱۲    | [ ۱۹ ] |
| ۱۰۰ متر کرال‌پشت       | 1:05.17  | لیسل جونز                                                                                  | استرالیا (AUS)            | پکن ۲۰۰۸  | ۱۰ اوت ۲۰۰۸   | [ ۲۰ ] |
| ۲۰۰ متر کرال‌پشت       | 2:19.59  | ربکا سانی                                                                                  | ایالات متحده آمریکا (USA) | لندن ۲۰۱۲ | ۲ اوت ۲۰۱۲    | [ ۲۱ ] |
| ۱۰۰ متر پروانه        | 55.98    | دانا وولمر                                                                                 | ایالات متحده آمریکا (USA) | لندن ۲۰۱۲ | ۲۹ ژوئیه ۲۰۱۲ | [ ۲۲ ] |
| ۲۰۰ متر پروانه        | 2:04.06  | جیائو لیانگ                                                                                | چین (CHN)                 | لندن ۲۰۱۲ | ۱ اوت ۲۰۱۲    | [ ۲۳ ] |
| ۲۰۰ متر مختلط تیمی    | 2:07.57  | یه شیون                                                                                    | چین (CHN)                 | لندن ۲۰۱۲ | ۳۱ ژوئیه ۲۰۱۲ | [ ۲۴ ] |
| ۴۰۰ متر مختلط انفرادی | ♦4:28.43 | یه شیون                                                                                    | چین (CHN)                 | لندن ۲۰۱۲ | ۲۸ ژوئیه ۲۰۱۲ | [ ۲۵ ] |
| ۱۰۰*۴ آزاد تیمی       | 3:33.15  | آلیسیا کاتز (53.90) کیت کمپل (54.19) Brittany Elmslie (53.41) ملانی اشلانگر (52.65)        | استرالیا (AUS)            | لندن ۲۰۱۲ | ۲۸ ژوئیه ۲۰۱۲ | [ ۲۶ ] |
| ۲۰۰*۴ آزاد تیمی       | 7:42.92  | میسی فرانکلین (1:55.96) دانا وولمر (1:56.02) شانون وریلند (1:56.85) آلیسون اشمیت (1:54.09) | ایالات متحده آمریکا (USA) | لندن ۲۰۱۲ | ۱ اوت ۲۰۱۲    | [ ۲۷ ] |
| ۱۰۰*۴ مختلط تیمی      | ♦3:52.05 | میسی فرانکلین (58.50) ربکا سانی (1:04.82) دانا وولمر (55.48) آلیسون اشمیت (53.25)          | ایالات متحده آمریکا (USA) | لندن ۲۰۱۲ | ۴ اوت ۲۰۱۲    |        |